# Eumetopias jubatus
Il leone marino di Steller (Eumetopias jubatus Schreber, 1776) è un raro leone marino diffuso lungo le coste del Pacifico settentrionale. È l'unico membro del genere Eumetopias (Gill, 1866) e la specie più grande della famiglia degli Otaridi. Tra i pinnipedi, ha dimensioni inferiori solamente al tricheco e alle due specie di elefante marino. Deve il nome al naturalista Georg Wilhelm Steller, che lo descrisse per la prima volta nel 1741. Negli ultimi decenni il leone marino di Steller ha attirato su di sé l'attenzione degli studiosi a causa del serio e inspiegato declino che ha colpito le popolazioni di una vasta area dell'Alaska.

## Descrizione

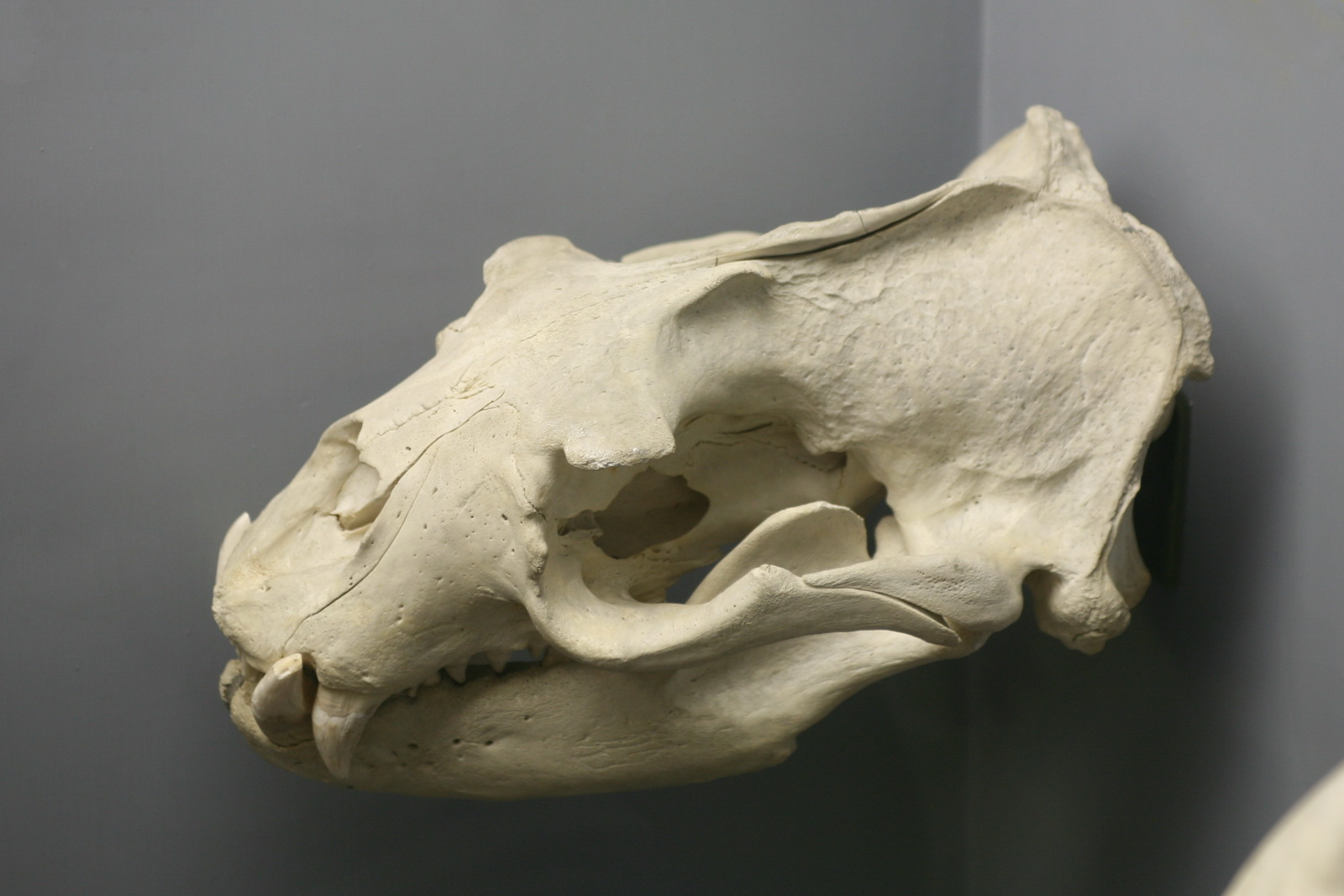
Cranio di leone marino di Steller.

Gli esemplari adulti hanno una colorazione più chiara della maggior parte degli altri leoni marini; essa varia dal giallo chiaro al tenné e, occasionalmente, al rossiccio. I piccoli sono quasi completamente neri, pesano intorno ai 23 kg, e rimangono di colore scuro per alcuni mesi. Sia femmine che maschi crescono rapidamente fino al quinto anno di età, a partire dal quale le prime aumentano solo leggermente di dimensioni. Esse misurano 2,3-2,9 m di lunghezza, in media 2,5 m, e pesano 240–350 kg, con una media di 263 kg. I maschi continuano a crescere fino a quando non compaiono i caratteri sessuali secondari, tra i cinque e gli otto anni. Essi sono un po' più lunghi delle femmine; misurano 2,82-3,25 m di lunghezza, con una media di 3 m. Hanno torace, collo e parte anteriore del corpo in generale molto più larghi delle femmine, e pesano 450–1120 kg, con una media di 544 kg. I maschi sono facilmente distinguibili dalle femmine per la fronte più larga e alta, il muso più schiacciato e i peli più scuri e leggermente più folti attorno al grosso collo, che formano una specie di criniera. Infatti, il nome scientifico dell'animale può essere tradotto dal latino come «quello con la criniera dalla fronte larga».

## Distribuzione e habitat

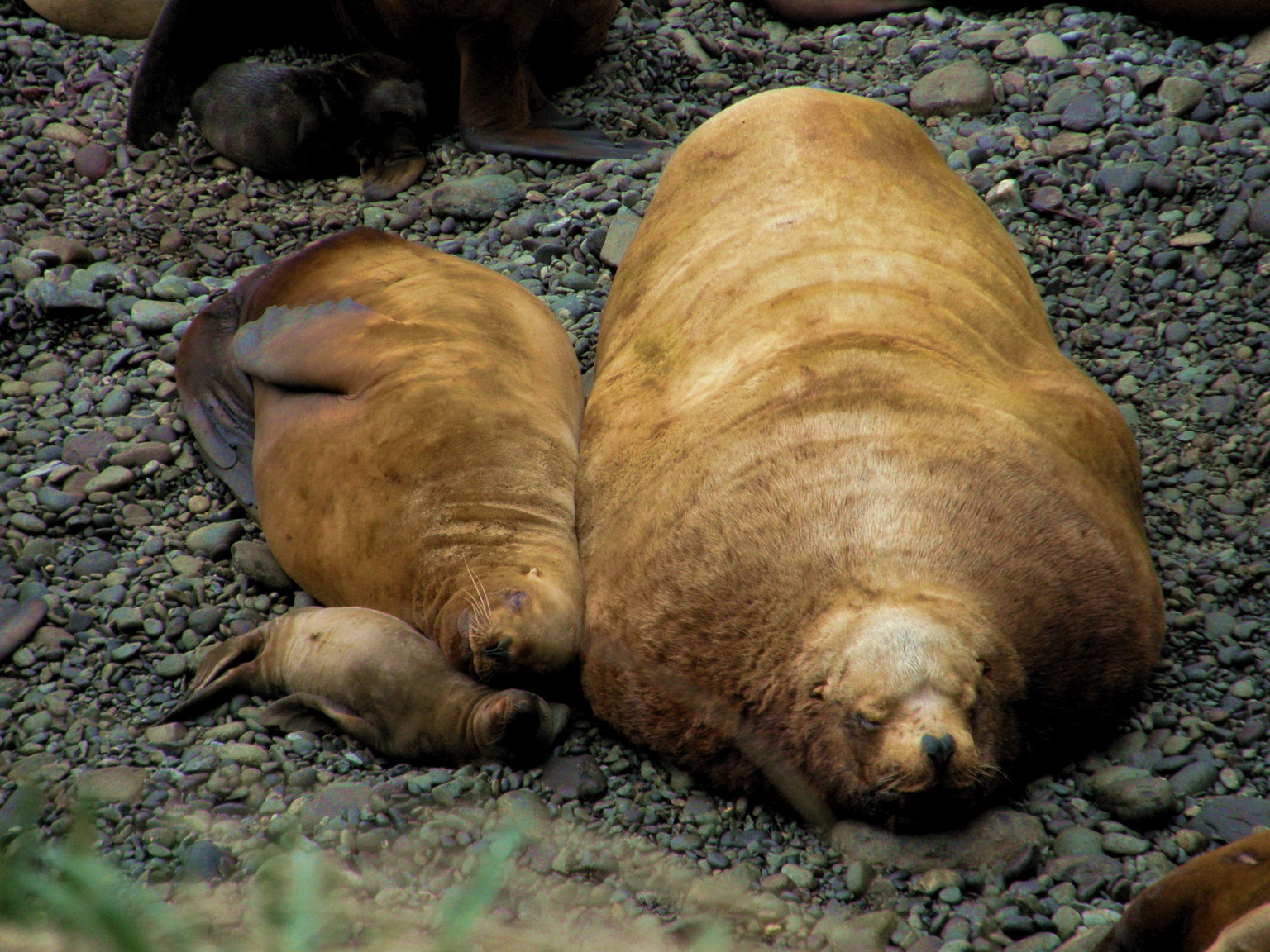
Leoni marini su una delle isole Yamsky.

L'areale del leone marino di Steller si estende dalle isole Curili e dal mare di Okhotsk, in Russia, fino al golfo dell'Alaska a nord e all'isola di Año Nuevo, al largo delle coste centrali della California, a sud, ma su quest'ultima non viene più avvistato dagli anni ottanta. Sulla base di alcune differenze genetiche e di alcuni aspetti riguardanti il comportamento migratorio, la popolazione globale di leone marino di Steller veniva tradizionalmente divisa in due sottopopolazioni, orientale e occidentale, da una linea immaginaria che corre attraverso il 144º grado di longitudine ovest, all'incirca a metà del golfo dell'Alaska. Prove recenti, tuttavia, indicano che i leoni marini stanziati nel mare di Okhotsk e sulle isole Curili, in Russia, costituiscono una terza sottopopolazione, denominata asiatica, mentre quelli presenti sulle coste orientali della Kamčatka e sulle isole del Commodoro appartengono alla sottopopolazione occidentale.
In estate, i leoni marini di Steller tendono a dirigersi verso le regioni più meridionali dell'areale. Così, sebbene non siano presenti colonie riproduttive in Giappone, è facile incontrare in inverno e primavera numerosi gruppi di scapoli nelle acque intorno all'isola di Hokkaidō.

## Biologia

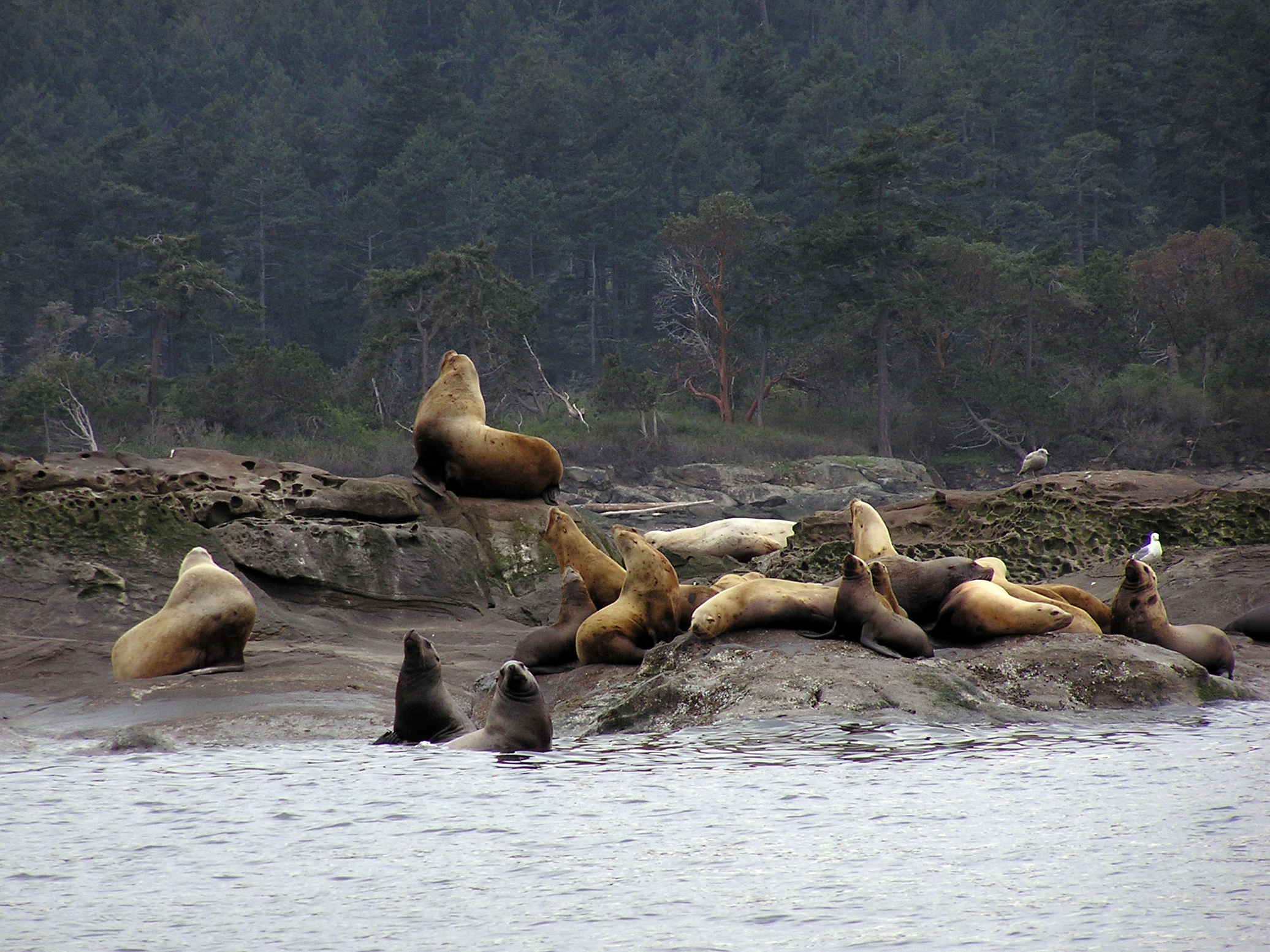
I leoni marini di Steller si raggruppano sulle rocce delle isole del Golfo, in Columbia Britannica.

I leoni marini di Steller sono abili predatori marini opportunisti che si nutrono di un gran numero di specie di pesci e cefalopodi. Tra esse vi sono merluzzi dell'Alaska, sgombri di Atka, halibut, aringhe, capelani, pesci piatti, merluzzi del Pacifico, scorfani, dragoncelli e cefalopodi. Sembrano prediligere pesci che vivono in banchi e che risiedono principalmente tra la zona intertidale e la piattaforma continentale. È inoltre risaputo che penetrino negli estuari, ove catturano pesci d'acqua salmastra come gli storioni. Molto raramente, predano anche cuccioli di callorini dell'Alaska, foche comuni e lontre marine. È una delle specie situate quasi al vertice della catena alimentare marina, ma viene a sua volta predato da orche e squali bianchi.

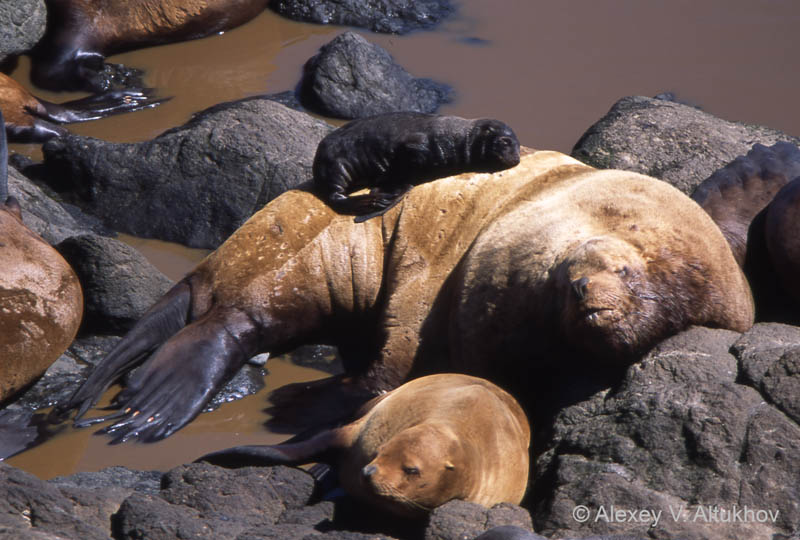
Famiglia di leoni marini di Steller.

I maschi adulti riproduttori si radunano in maggio nelle tradizionali colonie riproduttive, ben delineate, situate soprattutto sulle spiagge di isole remote. I maschi più vecchi, di dimensioni maggiori, occupano particolari zone della colonia, ove stabiliscono propri territori. Una settimana dopo, o più tardi, arrivano anche le femmine adulte, seguite occasionalmente da giovani esemplari immaturi, che si radunano in gran numero per tutta la colonia. Come tutti gli altri Otaridi, i leoni marini di Steller sono poliginici. Tuttavia, diversamente da alcune altre specie, non raggruppano le femmine in veri e propri harem, ma si limitano a controllare una parte di territorio nel quale le femmine sono libere di spostarsi a piacere. Questa specie utilizza tre differenti tipi di territorio: acquatico, semiacquatico e terrestre. I territori semiacquatici sono quelli che vengono difesi meglio dai maschi. I confini dei territori sono delineati da caratteristiche naturali, come scogli e fratture o creste nella roccia. I territori possono rimanere stabili per 60 giorni.
Le femmine gravide partoriscono poco dopo essere giunte nella colonia e si accoppiano generalmente una o due settimane dopo aver dato alla luce il piccolo, ma l'ovulo fecondato non si impianterà nell'utero fino all'autunno. I parti gemellari sono rari. Dopo aver allattato i piccoli senza mai abbandonare la colonia per una settimana o poco più, le femmine iniziano pian piano ad effettuare spostamenti più lunghi e più frequenti, lasciando da soli i cuccioli, fino a quando, verso la fine dell'estate, sia le madri che i piccoli abbandoneranno la colonia. I maschi riproduttori rimangono nella colonia per tutta la stagione della riproduzione, spesso senza mai entrare in acqua da metà maggio fino ad agosto, periodo in cui la struttura della colonia riproduttiva inizia a sgretolarsi e la maggior parte degli animali si dirige verso il mare aperto, disperdendosi per tutto l'areale.
L'epoca dello svezzamento è molto variabile, e alcuni piccoli rimangono con le madri per almeno quattro anni. Sono stati documentati casi in cui le madri allattavano figlie che a loro volta stavano allattando il proprio neonato, comportamento estremamente raro tra i mammiferi.

## Conservazione

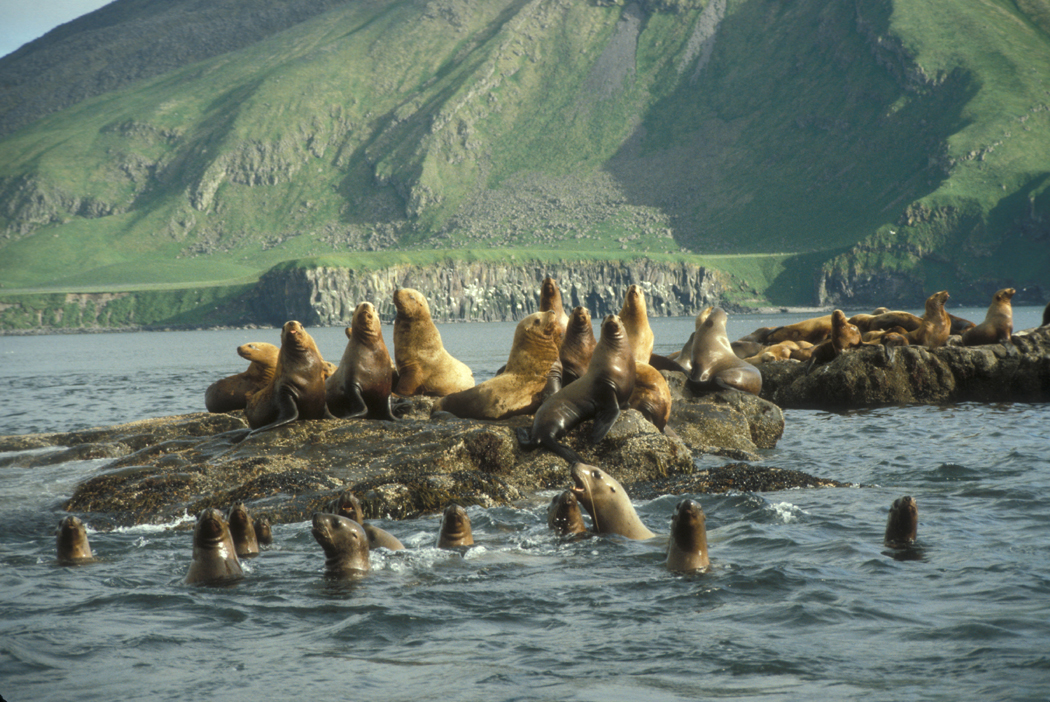
Gruppo di leoni marini scapoli sull'isola di Amak.

I leoni marini di Steller sono stati cacciati per la carne e altre parti del corpo fin dai tempi preistorici, quando gli esseri umani sono penetrati per la prima volta nel loro areale. Oltre che per confezionare abiti, la pelle di questi animali veniva impiegata per ricoprire baidarka e kayak. Anche ai nostri giorni alcune comunità di nativi dell'Alaska continuano a effettuare una caccia di sussistenza su piccola scala, catturando circa 300 esemplari l'anno.
In epoca storica, i leoni marini non hanno mai avuto un grande valore commerciale. Ad esempio, nel XIX secolo, le loro vibrisse venivano vendute a un penny l'una come scovolini per ripulire le pipe dalla cenere. Il loro pene, invece, viene considerato afrodisiaco in alcune forme di medicina tradizionale cinese.
Alcuni leoni marini vengono talvolta abbattuti intenzionalmente dai pescatori, dal momento che vengono visti come competitori e come una minaccia per i banchi di pesce. L'uccisione di questi animali è severamente proibita in USA, Canada e Russia, ma in Giappone una quota definita di animali viene uccisa ogni anno, apparentemente per proteggere i territori di pesca.

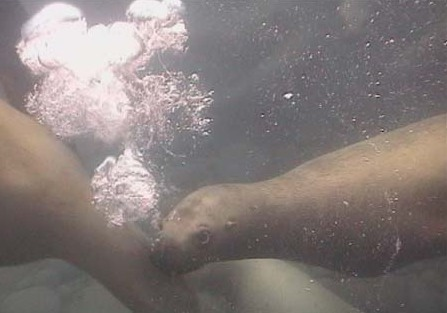
Leoni marini sott'acqua.

Negli ultimi anni, i leoni marini di Steller hanno iniziato a penetrare nell'estuario del fiume Columbia, per nutrirsi di storioni bianchi, alcune specie di salmoni e trote arcobaleno, tra i quali alcune specie protette dalla Legge per le Specie in Pericolo degli USA. Essi penetrano nel fiume Columbia prevalentemente alla fine dell'inverno e in primavera, talvolta risalendone il corso fino alla diga di Bonneville. Sebbene essi non siano così abbondanti come le otarie della California, costituiscono ugualmente un pericolo per le agenzie incaricate della gestione delle risorse ittiche. Dal momento che i leoni marini di Steller sono a loro volta protetti dalla Legge per la Protezione dei Mammiferi Marini, i gestori sono costretti a utilizzare metodi deterrenti non letali, come proiettili di gomma e sorgenti di rumore. Tali attività deterrenti sono severamente vietate al pubblico.
Sebbene le popolazioni orientali e asiatiche appaiano stabili, è stato stimato che quella occidentale, in particolar modo lungo le isole Aleutine, sia diminuita del 70-80% a partire dagli anni settanta. Di conseguenza, nel 1990 la popolazione occidentale è stata classificata, ai termini della Legge per le Specie in Pericolo, tra le specie in pericolo e quella orientale tra quelle minacciate. Da allora la specie è divenuta oggetto di intensi studi e di molti dibattiti politici e scientifici in Alaska.
Si sospetta che una delle cause di questo rapido declino sia la sovrapesca di merluzzi dell'Alaska, aringhe del Pacifico e altri pesci nel golfo dell'Alaska. Tra le altre cause prese in esame vi è l'aumento delle predazioni da parte delle orche, le conseguenze indirette della variazione delle specie predate a causa dei cambiamenti climatici, gli effetti di malattie o contaminazioni, le uccisioni da parte dei pescatori e altri motivi. Il declino è dovuto certamente a un insieme di fattori correlati che devono essere ancora definiti dalle ricerche.